# Валяшко, Николай Авксентьевич
Валяшко Николай Авксентьевич (20 марта 1871, Купянск, Харьковская губерния — 25 января 1955, Харьков) — украинский учёный в области химии и фармации.

## Биография
Родился Николай Авксентьевич Валяшко в 1871 году в семье аптекаря. Из-за постоянных финансовых проблем семье приходилось часто переезжать из города в город, поэтому в Белгородской гимназии Николай проучился лишь 4 года. После переезда семьи в Харьков в 1887 году Валяшко начал работать учеником в аптеке. В харьковских аптеках он работал вплоть до 1895 года: ученик аптеки Сартиссона, Харьков (1882—1886); помощник аптекаря аптеки И. Лапина (1889—1893); аптекарь Университетской аптеки (1893—1895).
В 1889 году, сдав на «отлично» экзамены при Харьковском университете, он получает звание аптекарского помощника. В 1893 году Валяшко переходит на работу в аптеки при клиниках Харьковского университета. Кроме работы он одновременно получал образование, обучаясь на фармацевтических курсах медицинского факультета, которые окончил в 1895 году со званием провизора. После этого он устроился в фармацевтической лаборатории Харьковского университета, где работал до 1909 года.
В 1900 году Валяшко поехал на стажировку в Марбургском университете, где год работал под руководством профессоров Е. Шмидта и А. Майера. В мае 1903 года в Харьковском университете защитил магистерскую работу «Химическое исследование глюкозида рутина из руты». Там же, 29 мая 1904 года, окончил отделение физико-математического факультета. В 1905 году был утверждён на должность приват-доцента кафедры фармации. Осенью 1906 года Валяшко сдал экзамен на степень магистра химии при физико-математическом факультете.
1 мая 1908 года Н. А. Валяшко отправился за границу на двухлетнюю подготовку к получению профессорского звания. За это время он работал в Лейпциге у профессора А. Ганча, по физико-химии у профессора Лебляна и по физике у профессора Де-Кудра. Находясь за границей, вступил в немецкое (в 1908) и английское (в 1910) химические общества.
По возвращении, 31 декабря 1909 года, Валяшко был избран экстраординарным профессором кафедры фармации и фармакогнозии медицинского факультета Харьковского университета, а с 6 апреля 1915 года — ординарным профессором. С 13 октября 1910 по 1 октября 1922 года — профессор аналитической химии женского медицинского института.
В конце 1915 года высказал свои предложения о создании системы фармацевтического образования.
22 марта 1919 года Валяшко получил степень магистра химии без защиты диссертации, а 22 сентября того же года защитил докторскую диссертацию «Спектры поглощения и конституция производных бензола» на физико-математическом факультете Харьковского университета. В ноябре 1919 года избран профессором на кафедру органической химии химического факультета Харьковского технологического института, а в 1930 году, при реорганизации института, переведён профессором органической химии Химико-технологического института.
В конце сентября 1922 года Валяшко был арестован сотрудниками ГПУ. Однако невозможность выдвинуть какие-либо привела к тому, что вскоре Валяшко отпустили, тем не менее власти попытались выслать учёного из Харькова, и из-за этого ему пришлось написать заявление об увольнении с должности директора Харьковского фармацевтического института ХФИ), незамедлительно оставив свой пост.
Валяшко был первым ректором вновь созданного Харьковского фармацевтического института (в 1921—1922 годах). В те же годы он заведовал Отделом технической микробиологии бактериологического института Медицинского общества. В 1922 году при организации научно-исследовательских кафедр стал заведующим секции ароматических веществ на кафедре органической химии, а в 1924 году — заведующим кафедрой фармацевтической химии.
В 1924 году входил в состав комиссии по изданию Государственной фармакологии при НКЗ в Москве. В том же году его избрали профессором фармацевтической химии и фармакогнозии в Харьковском фармацевтическом техникуме. С 1 октября 1924 года был заведующим секции химических и физико-химических исследований при Народном комиссариате юстиции в Харькове.
В 1925 году в Харьковском фармацевтическом институте была создана первая в Советском Союзе научно-исследовательская кафедра фармацевтической химии для подготовки научных работников-фармацевтов, которую возглавлял профессор Н. А. Валяшко. 29 мая 1939 года постановлением Всесоюзного комитета по делам высшей школы его утвердили доктором фармацевтических наук.
С началом Великой Отечественной войны был эвакуирован вместе с Химико-технологическим институтом в город Чирчик Ташкентской области, а по окончании боевых действий в 1944 году вернулся в Харьков и 23 марта возобновил научную и преподавательскую деятельность: сначала в Химико-технологическом, а с апреля — и в Фармацевтическом институте.
Скончался Николай Валяшко 25 января 1955 года, в возрасте 84 лет.

## Награды
В 1944 году, в рамках празднования 75-летия Российского химического общества имени Д. И. Менделеева, Николая Валяшко награждают орденом Трудового Красного Знамени. Кроме того, Н. А. Валяшко был удостоен звания заслуженного деятеля науки УССР, награждён орденом Ленина, медалью «За доблестный труд в Великой Отечественной войне 1941—1945 гг.».
Его имя увековечено как на малой родине, в городе Купянске, где его имя носит аптека № 63 (в которой работал Николай Авксентиевич), а также в Харькове, где он провёл большую часть своей жизни — на территории Национального фармацевтического университета был открыт памятник Валяшко как часть скульптурной композиции «Личности фармации». Памятная доска выдающемуся ученому Валяшко Николаю Авксентьевичу установлена на здании химического корпуса Национального Технического Университета «ХПИ».

## Основные труды
- Об адонине / Н. Валяшко // Фармацевтический вестник. — 1900. — № 31. — С. 551—554.
- Химическое исследование гликозида рутины из руты / Н. Валяшко // Труды общества физико-химических наук. — 1903. — № 5. — С. 60—66.
- Спектры поглощения и конституция производных бензола (докт. дис.). — Х., 1918;
- О глюкозиде робинина / Н. А. Валяшко // Труды общества физико-химических наук. — 1904. — № 1. — С. 44—50.
- Современное состояние вопроса в листьях наперстянки / Н. А. Валяшко // Харьковский медицицинский журнал. — 1907. — № 1. — С. 45—56.
- О кэмфероле и глюкозиде робинина / Н. А. Валяшко // Труды общества физико-химических наук. — 1908. — № 3. — С. 49—52.
- Спектры поглощения и конституция производных бензола / Н. А. Валяшко // Журнал Русского химического общества. — 1910. — С. 751—805.
- Спектры поглощения и конституция производных бензола. VIII. Бенз-анти-альдоксим и бенз-синальдоксим // Журн. р. физ.-хим. об-ва. — 1914. — Т. 46.
- Курс органической химии: программа и метод. указания для студентов II курса на 1916—1917 учеб. год / Н. А. Валяшко; Харьковский химико-технологический институт им. С. М. Кирова. — Харьков, 1916. — 23 с.
- Методическое руководство для практических занятий по органической химии / Н. А. Валяшко. — Харьков, 1916. — 59 с.
- К вопросу о механизме реакции марганца Крума-Фольгарда и Дырмонта / Н. А. Валяшко // Журнал Русского физико-химического общества. — 1916. — Т. 48. — С. 29—34.
- Спектры поглощения и конституция производных бензола. IX. О диокси-бензальдегидах // Журн. р. физ.-хим. общ-ва. — 1926. — Т. 58.
- О приготовлении стойкого спиртового раствора едкого натра и его реакции с едкой щёлочью на альдегиды в хлороформе / Н. А. Валяшко // Фармацевтический журнал. — 1928. — № 12. — С. 80—86.
- Алкалоиды. — БМЭ. — 1928. — Т. I; Глюкозиды. — БМЭ. — 1929. — Т. VI; О синтезе антипирина // Укр. хим. журн. — 1930. — Т. V (в соавт.).
- К изучению растительного сырья Украины. I. О переработке люпилина на смолу, эфирное масло и жирные кислоты // Укр. хим. журн. — 1935. — Т. Х (в соавт.).
- К изучению растительного сырья Украины. II. Эфирные масла // Укр. хим. журн. — 1937. — Т. XII поглощения в ультрафиолете N-фенильных производных пиразолона. I. Фенилгидразин // ЖОрХ. — 1940. — № 10 (в соавт.).
- Спектры поглощения и структура производных бензола. XI. Ацетофенон // ЖОрХ. — 1946. — Т. 16 (в соавт.).
- Спектры поглощения и структура производных бензола. XII. 2- и 4-окси-ацетофеноны и их метиловые эфиры // ЖОрХ. — 1947. — Т. 17 (в соавт.).
- Спектры поглощения и структура производных бензола. XIV. Полярографическое и потенциометрическое исследование ацетофенона и его производных // ЖОрХ. — 1948. — Т. 18 (в соавт.).
- Спектры поглощения и структуры жаропонижающих производных фенилгидразина. Сообщ. 1. Ацильные производные фенилгидразина / Н. А. Валяшко, И. Т. Депешко // Журнал общей химии. — 1950. — Т. 20. — С. 479—505.
- Спектры поглощения и структуры производных жаропонижающих производных фенилгидразина. III. Спектры поглощения и строение местноанестезирующих производных пиразолина / Н. А. Валяшко, И. Т. Депешко // Журнал общей химии. — 1953. — Т. 23, вып. 2. — С. 320—323.
- Спектры поглощения и структуры производных бензола. Сообщ. 13. 2, 4-диоксиацетофенон и его метиловые эфиры / Н. А. Валяшко, Ю. С. Розум // Журнал общей химии. — 1947. — Т. 17, вып. 4. — С. 783—807.
- Waliaschko N. Bemerkung zu der Abhandlung von О. Herzig und Br. Hofmann uber vollkommen methylierte Flavonol-Derivate / N. Waliaschko // Berichte der deutschen chemichen Gesellschaft. — 1909. — vol. 42. — issue 1. — P. 726—728.
- Waliaschko N. Ueber das Kampherol aus dem Robinin / N. Waliaschko // Archiv der Pharmazie. — 1909. — vol. 247. — issue 3—9. — P. 447—462.
- Waliaschko N. Ueber das Rutinin der Gartenraut (Ruta graveolens) / N. Waliaschko // Archiv der Pharmazie. — 1904. — vol. 242. — issue 3—5. — P. 225—254.
- Waliaschko N. Ueber das Robinin / N. Waliaschko // Archiv der Pharmazie. — 1904. — vol. 242. — issue 3—5. — P. 383—395.